# Litiges sur la série Harry Potter

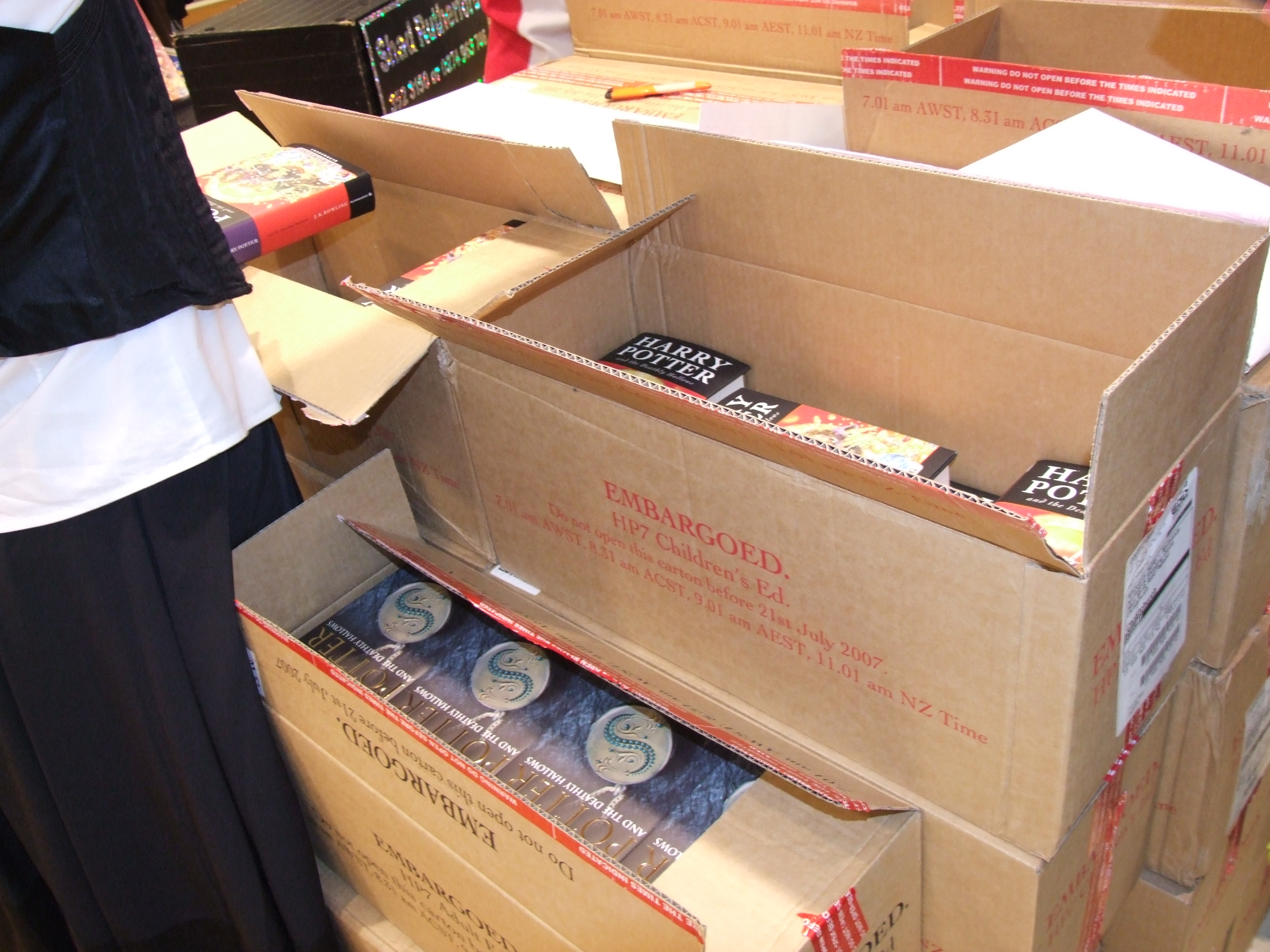

Depuis ses débuts à la fin des années 1990, la série de livres Harry Potter de J. K. Rowling a engendré un certain nombre de litiges. Rowling, ses divers éditeurs et Time Warner, le propriétaire des droits sur les films Harry Potter, ont pris de nombreuses mesures juridiques pour protéger leurs droits d'auteur. La popularité mondiale de la série a conduit à l'apparition d'un certain nombre de productions locales, de suites non autorisées et autres œuvres dérivées, suscitant des efforts visant à les interdire ou à les contenir. Bien que ces poursuites judiciaires ont contré un certain nombre de pirateries pures et simples, d'autres tentatives ont ciblé sans but lucratif et les efforts ont été critiqués.
Un autre domaine de litige implique une série d'interdictions formelles obtenues par Rowling et ses éditeurs de distribuer ou lire les livres Harry Potter avant leur sortie officielle. Le pouvoir étendu de ces injonctions a parfois attiré les foudres de militants de la liberté d'expression et suscité des débats au sujet du « droit de lire ».
En dehors de ces controverses, un certain nombre d'incidents particuliers liés à Harry Potter ont également conduit de près ou de loin à une action juridique. En 2005, un homme a été condamné à quatre ans de prison après avoir pointé une fausse arme sur un journaliste au cours d'une conférence au sujet des copies volées d'un roman inédit de Harry Potter, tentant de faire chanter l'éditeur en menaçant de libérer les secrets du livre. Puis, en 2007, Bloomsbury Publishing envisage une action en justice contre une société commerciale anglaise de grande distribution pour diffamation après que la compagnie les a accusés de surfacturation sur l'ultime roman Harry Potter, Les Reliques de la Mort.

## Affirmations de droit d'auteur et contrefaçon de marque contre Rowling

### Nancy Stouffer
En 1999, l'auteure américaine Nancy Kathleen Stouffer a accusé J. K. Rowling de contrefaçon de marque par rapport à ses livres pour enfants précédemment édités : The Legend of Rah and the Muggles (1984,  (ISBN 1-58989-400-6)) et Larry Potter and His Best Friend Lilly.

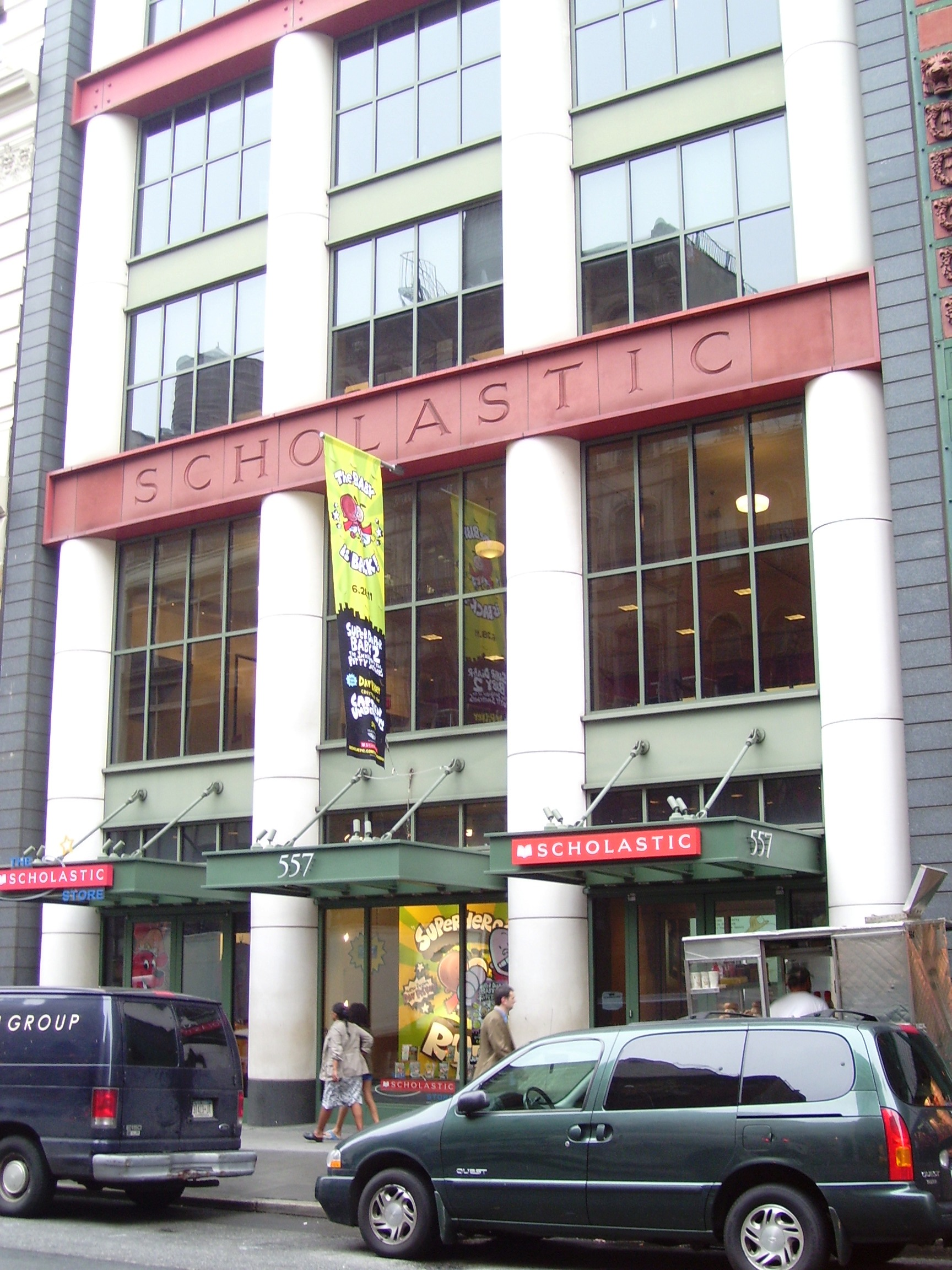
L'éditeur américain Scholastic, Warner Bros. et J. K. Rowling ont acquis un droit de préemption en 2002, affirmant ne pas avoir porté atteinte à l'un des travaux de Nancy Stouffer.

L'accusation première de Stouffer reposait sur son invention prétendue du mot « Muggle » (Moldu en français) désignant une race d'humanoïdes mutants dans The Legend of Rah and the Muggles, et « Larry Potter », désignant un personnage-titre d'une série de cahiers d'activités pour enfants. Larry Potter, comme Harry Potter, serait d'ailleurs décrit comme un garçon à lunettes, avec les cheveux noirs. Stouffer a également attiré l'attention sur un certain nombre d'autres similitudes, comme un château au bord d'un lac ou une salle de réception avec des portes en bois. Des parties de The Legend of Rah and the Muggles ont été publiées sous forme de brochure par Ande Publishing Company en 1986, une société fondée par Stouffer elle-même avec un groupe d'amis et membres de sa famille. Ande Publishing a fait faillite en septembre 1987 sans vendre aucune de ses brochures aux États-Unis ou ailleurs et Rowling a déclaré qu'elle n'avait visité les États-Unis pour la première fois qu'en 1998.
Rowling, avec Scholastic Press (son éditeur américain) et Warner Bros. (détenteurs de droits cinématographiques de la série), ont acquis un droit de préemption en 2002 dans un jugement déclaratoire durant lequel ils ont affirmé ne pas avoir porté atteinte à l'un des travaux de Stouffer. Le tribunal a statué en faveur de Rowling, accordant un jugement sommaire et la tenue qu'« aucun juré raisonnable ne pourrait trouver un risque de confusion entre les deux sortes d'œuvres ». Au cours du procès, il a été jugé que Rowling avait prouvé « par des preuves claires et convaincantes » que Stouffer avait commis une fraude à la Cour par sa présentation de documents frauduleux ainsi que par un témoignage mensonger, y compris la modification de pages après les faits pour insérer rétroactivement le mot « moldu ». Sa demande a été rejetée avec préjudice et elle a été condamnée à une amende de 50,000 $ pour sa « conduite de mauvaise foi intentionnelle » et son utilisation de méthodes frauduleuses, en plus d'être condamnée à payer une partie des frais juridiques des plaignants. Stouffer fait appel de la décision en 2004, mais sans succès. En 2006, elle a déclaré sur son site internet qu'elle avait l'intention de publier ses livres et envisageait la possibilité d'un autre procès contre Warner Bros., J. K. Rowling et Scholastic Press.
The Legend of Rah and the Muggles est actuellement épuisé. Début 2001, il a été publié par la maison Thurman, une société d'édition du Maryland. La maison Thurman, formée par Ottenheimer Publishers pour republier les œuvres de Nancy Stouffer, a fermé lorsque Ottenheimer a cessé ses activités en 2002, à la suite du dépôt de bilan. Stouffer a affirmé plus tard que toutes les copies du livre publiées par la maison Thurman n'ont pas été autorisées, l'éditeur n'ayant pas respecté ses obligations contractuelles envers elle.

### Les Wyrd Sisters

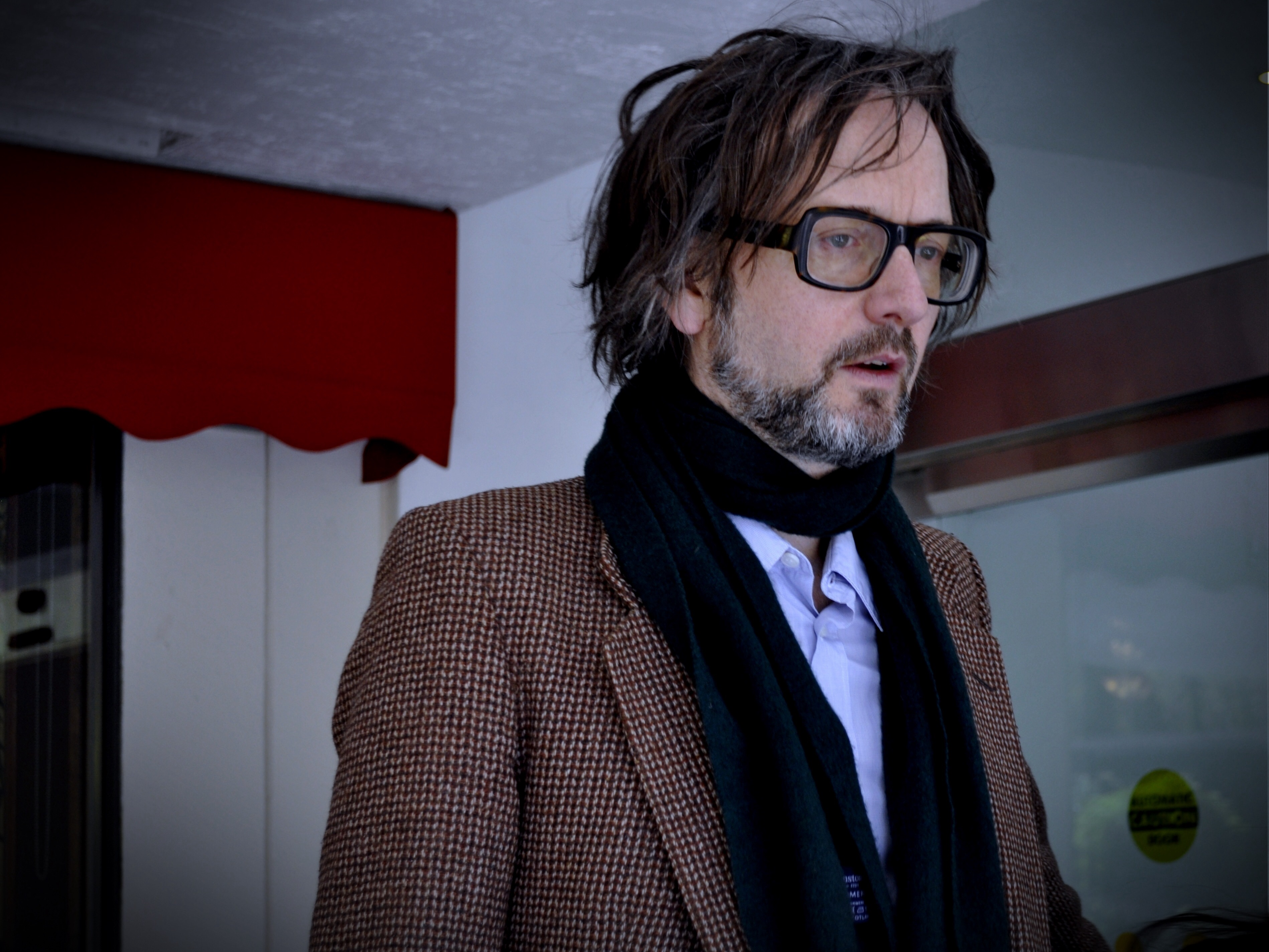
Jarvis Cocker a figuré dans le quatrième film de la franchise avec deux musiciens du groupe Radiohead, sous le nom des « Weird Sisters ».

En 2005, Warner Bros. a proposé d'offrir 5 000 $ (plus tard 50 000 $) à la bande canadienne folklorique des Wyrd Sisters (en) pour les droits d'utilisation de leur nom dans la version cinématographique de Harry Potter et la Coupe de Feu. Rowling avait écrit un passage du livre durant lequel un groupe appelé « Weird Sisters » (« Bizarr'Sisters » dans la version française) chantait durant le bal de Noël, et le groupe est propriétaire des droits sur ce nom au Canada. L'offre a été rejetée : le groupe canadien a entrepris une action en justice contre la Warner Bros, ainsi que contre Jarvis Cocker de Pulp, et Jonny Greenwood et Phil Selway de Radiohead, qui jouaient les membres sorciers du groupe dans le film.
Tout plan visant à utiliser le nom dans le film a été plus tard abandonné, mais le groupe a intenté une injonction dans l'espoir d'empêcher la sortie du film. La demande d'injonction a été rejetée. En juin 2006, un juge de l'Ontario a décrété que le groupe devait payer Warner Bros. à hauteur de 140 000 $, décrivant le processus comme « hautement intrusif ». Le groupe a revendiqué son droit de faire appel.
Jarvis Cocker, qui avait initialement souhaité sortir un album avec les thèmes musicaux des « Bizarr'Sisters » entendus dans le film (avec des collaborateurs comme Franz Ferdinand, Jack White et Iggy Pop), a dû abandonner ce projet en raison de la poursuite. Les Wyrd Sisters ont déclaré avoir reçu des menaces de mort de la part de fans de Harry Potter en colère. En mars 2010, le procès a été réglé en dehors de la cour, les détails ont été tenus privés.

### Adrian Jacobs
En juin 2009, la succession d'Adrian Jacobs, auteur pour enfants décédé en 1997, a poursuivi Bloomsbury pour 500 millions de livres sterling, accusant Rowling d'avoir plagié « des parties substantielles » de son travail dans l'écriture du roman Harry Potter et la Coupe de feu,. Dans un communiqué, la famille de Jacobs affirme qu'une scène de la Coupe de Feu est sensiblement similaire au livre de Jacobs The Adventures of Willy the Wizard: Terrain Livid : « Willy et Harry sont tenus de travailler sur la nature exacte de la tâche principale du concours auquel ils sont tous deux finalistes, dans une salle de bains, aidés par des indices, afin de découvrir comment sauver des otages humains emprisonnés par une communauté de mi-humain, mi-animaux, des créatures fantastiques ». Bloomsbury a répliqué que cette allégation était sans fondement et serait vigoureusement réfutée, ajoutant que Rowling n'avait jamais entendu parler d'Adrian Jacobs, ni vu, lu ou entendu parler de son livre Willy the Wizard jusqu'à ce que cette demande soit d'abord faite en 2004, près de sept ans après la publication du premier livre Harry Potter.

## Publications internationales
En 2002, une suite non autorisée (Harry Potter et Bao Zoulong) a été mise à vendre en République populaire de Chine. Selon des extraits traduits, le livre se compose principalement du texte de J. R. R. Tolkien The Hobbit, mais la plupart des noms ont été changés par des noms de personnages de la saga Harry Potter. Des exemplaires ont été brièvement distribués dans le monde entier, y compris des copies d'e-books échangées sur Internet. J. K. Rowling et Warner Bros. ont pris des mesures pour stopper la distribution du livre. En novembre 2002, la maison d'édition Bashu, dans la ville de Chengdu, a versé une amende de 1 600 livres sterling et a publié des excuses dans le journal chinois Legal Times pour l'impression et la distribution du roman. Depuis 2007, l'identité de l'auteur anonyme n'a pas été découverte. Harry Potter et Bao Zoulong, traduite en anglais, a été inclus dans plusieurs articles de presse.
En 2003, à la suite des pressions judiciaires des éditeurs de Harry Potter, un éditeur indien a été contraint de stopper la publication de Harry Potter in Calcutta (en) (« Harry Potter à Calcutta » en français) d'Uttam Ghosh, cette œuvre parlait de la rencontre de Harry Potter avec des figures de la littérature Bengali,. Le problème a été résolu hors cour.

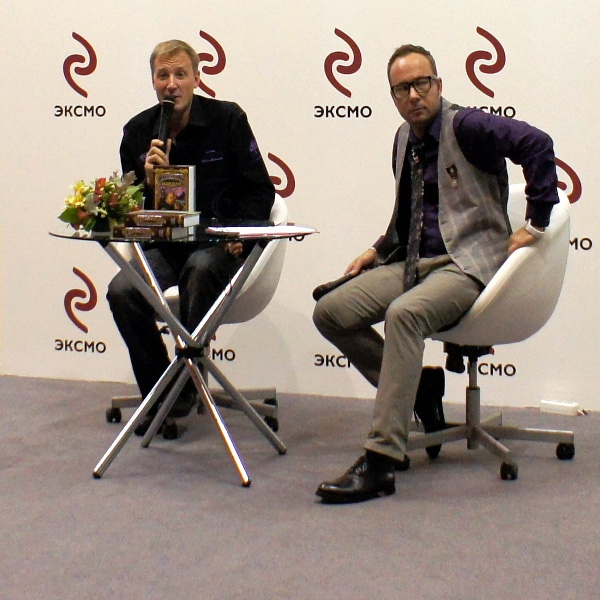
L'éditeur moscovite Eksmo a défendu la série de livres de Dmitri Yemets sur une sorcière étudiante, affirmant qu'elle constituait une parodie permise par la loi du copyright.

La même année, des tribunaux des Pays-Bas ont interdit la distribution d'une traduction néerlandaise de Tanya Grotter and the Magical Double Bass (en) (correspondrait en français à « Tanya Grotter et la contrebasse magique »), le premier livre d'une série, populaire en Russie, écrite par Dmitri Yemets, développée autour du personnage d'une sorcière étudiante. Rowling et ses éditeurs ont alors porté plainte, affirmant que cette série violait la loi du copyright. L'auteur et son éditeur originel moscovite, Eksmo, se sont alors défendues en affirmant que ces ouvrages constituaient une parodie permise par cette même loi du copyright. Les tribunaux néerlandais ont eux statué sur le fait que ces livres n'étaient pas une parodie et que, par conséquent, n'étaient pas autorisés à la vente aux Pays-Bas. Plus tard dans l'année, alors que la traduction néerlandaise, Tanja Grotter en de magische contrabas, était toujours légale en Belgique, les éditeurs flamands Roularta Books décidèrent d'imprimer 1 000 copies dans le but de laisser les lecteurs choisir s'il s'agissait de plagiat, en espérant que dans ces conditions, Rowling et ses éditeurs n'iraient pas jusqu'au procès. L'auteure ne l'a effectivement pas fait mais du fait de l'intérêt assez important porté par le public pour ce livre, (les néerlandais pouvant également acheter le livre par mandat-poste, chez un autre éditeur flamand, Boekhandel VanIn) il fut rapidement en rupture de stock. Les livres ont continué d'être publiés en Russie où ils ont engendré plusieurs suites.
En août 2008, Warner Bros. a déposé plainte contre la société de production Mirchi Movies, en raison de la similarité entre le nom de leur film bollywoodien, Hari Puttar: A Comedy of Terrors (en) (en français : « Hari Puttar et la comédie des horreurs ») et celui de la franchise Harry Potter. Le PDG de Mirchi Movies, Munish Purii, défend alors le fait qu'il y a peu d'éléments ressemblant entre Hari Puttar et la série Harry Potter et explique que Hari est un prénom populaire en Inde, tandis que Puttar signifie « fils » en Pendjabi, bien que les éditeurs indiens de la série de Rowling aient précisément traduit le nom de celle-ci en Hari Puttar. Le film a été retardé jusqu'en septembre, la Warner continuant d'affirmer que le nom pouvait porter à confusion alors que Mirchi Movies déclarait avoir déposé le nom dès 2005. Le 24 septembre 2008, le tribunal de Delhi a rejeté la plainte de Warner Bros., affirmant que les lecteurs de Harry Potter étaient capables de distinguer les deux travaux. Les juges ont aussi accusé Warner Bros. d'avoir retardé leur procès alors qu'ils étaient au courant de la réalisation du film dès 2005.

## Autres accusations d'infraction
En 2000, dans la perspective de la sortie du premier film Harry Potter, Harry Potter à l'école des sorciers, Warner Bros., le distributeur du film, a envoyé une série de lettres aux propriétaires des fansites de Harry Potter, exigeant que, pour protéger leurs droits d'auteur, ils remettent leurs noms de domaine. L'action a eu comme conséquence une publicité négative pour la compagnie lorsque Claire Field, webmaster alors âgée de 15 ans du site Web britannique harrypotterguide.co.uk, a été tourmentée par ce qui a été décrit par son père comme des tactiques d'intimidation inutiles. Finalement, la société a reculé face à l'opposition des médias, déclarant que ce site n'était pas commercial et ne violait pas la marque.
Dans son édition de mai 2004, le magazine de l'armée américaine, The Preventive Maintenance Monthly, qui renseigne les militaires sur la manière d'entretenir leur équipement, publie une bande dessinée parodique basée sur Harry Potter, mettant en scène un personnage du nom de Topper résidant à l'école Mogmarts sous la direction du professeur Rumbledore. Le magazine a reçu un avis de la part des avocats de Rowling sur le fait que la bande dessinée enfreignait le droit d'auteur, bien que le rédacteur en chef, Ken Crunk, ait soutenu qu'aucune violation de la sorte n'ait été commise, puisque « les dessins ne laissent transparaître aucune ressemblance avec les personnages de Harry Potter ». Après des négociations avec des représentants de Rowling, le magazine a accepté de ne plus réutiliser les personnages.
En 2004, Rowling et la Time Warner ont engagé des poursuites judiciaires à l'encontre du site bazee.com, filiale indienne du site d'enchères EBay. Le site hébergeait des e-books de Harry Potter créés illégalement, sans l'accord de Rowling quant à leur publication. En 2005, Rowling a averti ses fans sur son site web que des souvenirs variés « signés » Harry Potter, apparaissant à la vente sur EBay, n'utilisaient pas, en réalité, sa signature. Elle a alors incité ses fans à protester contre EBay afin d'éviter que d'autres enfants ne se fassent escroquer. En 2007, Rowling a également poursuivi en justice plusieurs utilisateurs du site, obtenant une série d'ordonnances les interdisant de vendre son œuvre. Toutefois, EBay s'est plaint du fait que lors de ses témoignages auprès des médias, Rowling avait déclaré que les injonctions avaient été réalisées à l'encontre du site EBay lui-même. En juin 2007, EBay a rassemblé des documents avec l'aide de la haute cour de Delhi, attestant que Rowling leur avait causé « un harcèlement et une humiliation importantes ». La haute cour a contourné la demande en affirmant qu'elle ne pouvait pas réaliser un tel jugement tant que l'affaire n'était passée en justice.
En 2007, Warner Bros. a attaqué en justice un groupe construisant une façade pendant un festival religieux hindou, dans la ville de Calcutta, pour une somme de 2 millions de roupies indiennes (soit 31 000 $USD), affirmant qu'ils érigeaient une réplique géante de l'école de Harry Potter, Poudlard, sans leur autorisation. Les rapports initiaux ont statué que cela ne violait pas le droit d'auteur de Rowling, puisque l'événement était à but non lucratif. Associated Press a rapporté que la haute cour de Delhi, où la requête a été enregistrée, avait autorisé les organisateurs à poursuivre la construction, avec l'ordre de démanteler sitôt le festival terminé et avait refusé que toute compensation soit versée, du fait que les organisateurs étaient impliqués dans une « entreprise à but non lucratif ». Toutefois, ces affirmations ont ensuite été retirées : la cour avait en réalité conclu en faveur de Warner Bros., mais n'avait pas posé d'amende, et Warner Bros. a déclaré qu'ils avaient simplement demandé une amende, une telle action étant nécessaire sous la loi indienne. En novembre 2007, Rowling a discuté de l'affaire sur son site, dressant la liste des rumeurs sur le fait qu'elle avait visé une entreprise à but non lucratif, les qualifiant de « toxiques » et déclarant : « Les prévenus n'étaient pas membres de charités religieuses, et il ne s'agissait pas d'une fête religieuse. Bien au contraire, il s'agissait d'un événement de grande envergure, commercial et sponsorisé, impliquant des sociétés dont une grande banque indienne. L'événement était, cependant, tenu alors qu'un festival hindou avait lieu... La cour conclut que les droits de Warner Bros. n'avaient effectivement pas été respectés et que des événements tels que celui-ci devraient avoir la permission de Warner Bros. à l'avenir. La cour a également interdit tous les prévenus de réorganiser tout événement enfreignant les droits de Warner Bros. ».

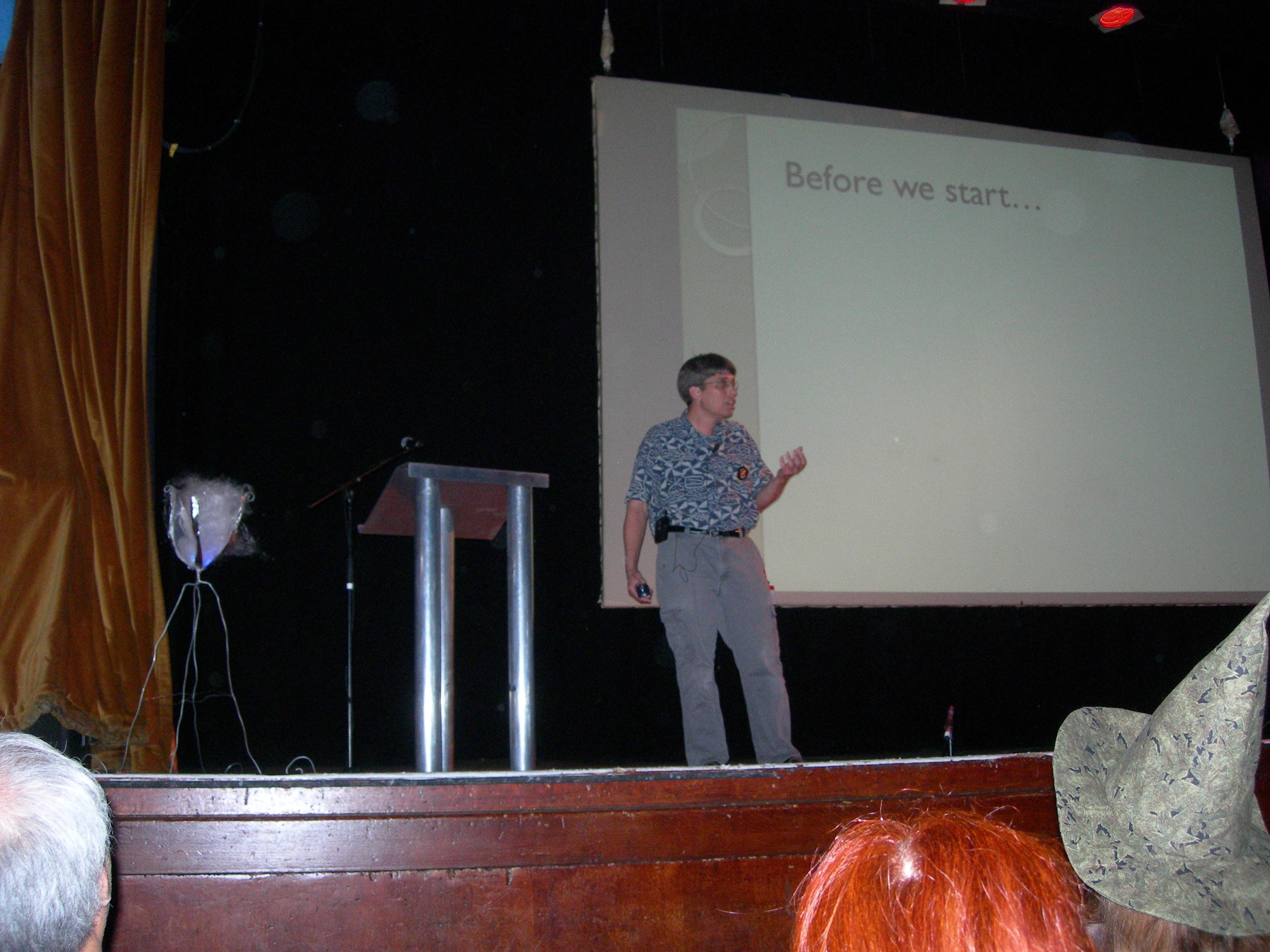
Steve Vander Ark, propriétaire de l'encyclopédie en ligne The Harry Potter Lexicon, prenant la parole lors de la conférence Sectus Harry Potter à Londres en 2007.

Le 31 octobre 2007, Warner Bros. et Rowling ont poursuivi en justice la maison d'édition RDR Books, basée dans le Michigan, afin de l'empêcher de poursuivre la publication de The Harry Potter Lexicon , la version livre d'un guide de référence en ligne de son travail (en anglais : The Harry Potter Lexicon, en français : L'Encyclopédie Harry Potter). Rowling, qui avait auparavant de bonnes relations avec le propriétaire du Lexicon, Steve Vander Ark, a répété sur son site qu'elle avait l'intention d'écrire une encyclopédie Harry Potter, et que la publication d'un livre similaire, avant sa propre encyclopédie, affecteraient les recettes des ventes de celle-ci, qu'elle a pour projet de reverser à des œuvres caritatives. Plus tard, un juge a suspendu la publication du livre sous toutes ses formes, jusqu'à ce que l'affaire soit classée. Au cours de leur procès, les avocats de Rowling ont également déclaré que, étant donné que le livre se décrit lui-même comme une copie imprimée du site de The Harry Potter Lexicon, il publierait des extraits des romans et des images tirées des films sans réellement offrir du contenu « changeant » pour être considéré comme une œuvre vraiment indépendante. Le procès se termine le 17 avril 2008. Le 8 septembre 2008, le juge conclut en la faveur de Rowling, affirmant que le livre violerait les termes d'une utilisation appropriée. En décembre 2008, une version modifiée (et plus courte) du Lexicon de Vander Ark voit sa publication approuvée et est accessible depuis le 16 janvier 2009 sous le titre The Lexicon: An Unauthorized Guide to Harry Potter Fiction (en français, L'Encyclopédie, Le guide complet non officiel de l'univers magique de Harry Potter).
En novembre 2007, le journal écossais The Scotsman a rapporté que Rowling avait menacé le programmeur informatique américain, G. Norman Lippet, de poursuites judiciaires pour vraisemblablement avoir violé ses droits de propriété intellectuelle en écrivant et en publiant le roman en ligne, James Potter and the Hall of Elders' Crossing (en français : « James Potter et le hall de la traversée des anciens »), une suite officieuse et non autorisée de la série Harry Potter. Écrit comme un projet de fanfiction pour son épouse et ses fils, le roman se passe dix-huit ans après la toute dernière partie de la série, Harry Potter et les Reliques de la Mort, et décrit les aventures du fils de Harry Potter, James Sirius Potter, pendant sa première année à Poudlard. Un spécialiste de la loi sur la propriété intellectuelle à l'université de Strathclyde a commenté que « si un personnage totalement secondaire d'un roman est utilisé et élaboré par un autre auteur au cours d'une nouvelle histoire, cela peut être un argument contre l'affirmation d'une effraction du droit d'auteur ». Cependant, après que Lippert eut offert une copie avancée de son roman à Rowling, elle retira sa menace et dit qu'elle soutiendrait le roman et tout autre du même style. Conséquemment, Lippert a publié une seconde suite, James Potter and the Curse of the Gatekeeper (en français : « James Potter et le maléfice du gardien »). Après la parution du roman en ligne, début novembre 2007, certains fans ont spéculé sur le fait que le site pourrait faire partie d'une campagne élaborée de marketing viral pour une suite ou un spin-off de Harry Potter, qui serait soit écrite, soit au moins approuvée par Rowling elle-même. Le 9 novembre 2007, l'agent de Rowling, Neil Blair, a nié le fait que Rowling soit impliquée dans un projet supposé, de quelque façon que ce soit, et Warner Bros. a démenti le fait que le roman avait un lien quelconque avec la franchise officielle Harry Potter.

## Injonctions juridiques

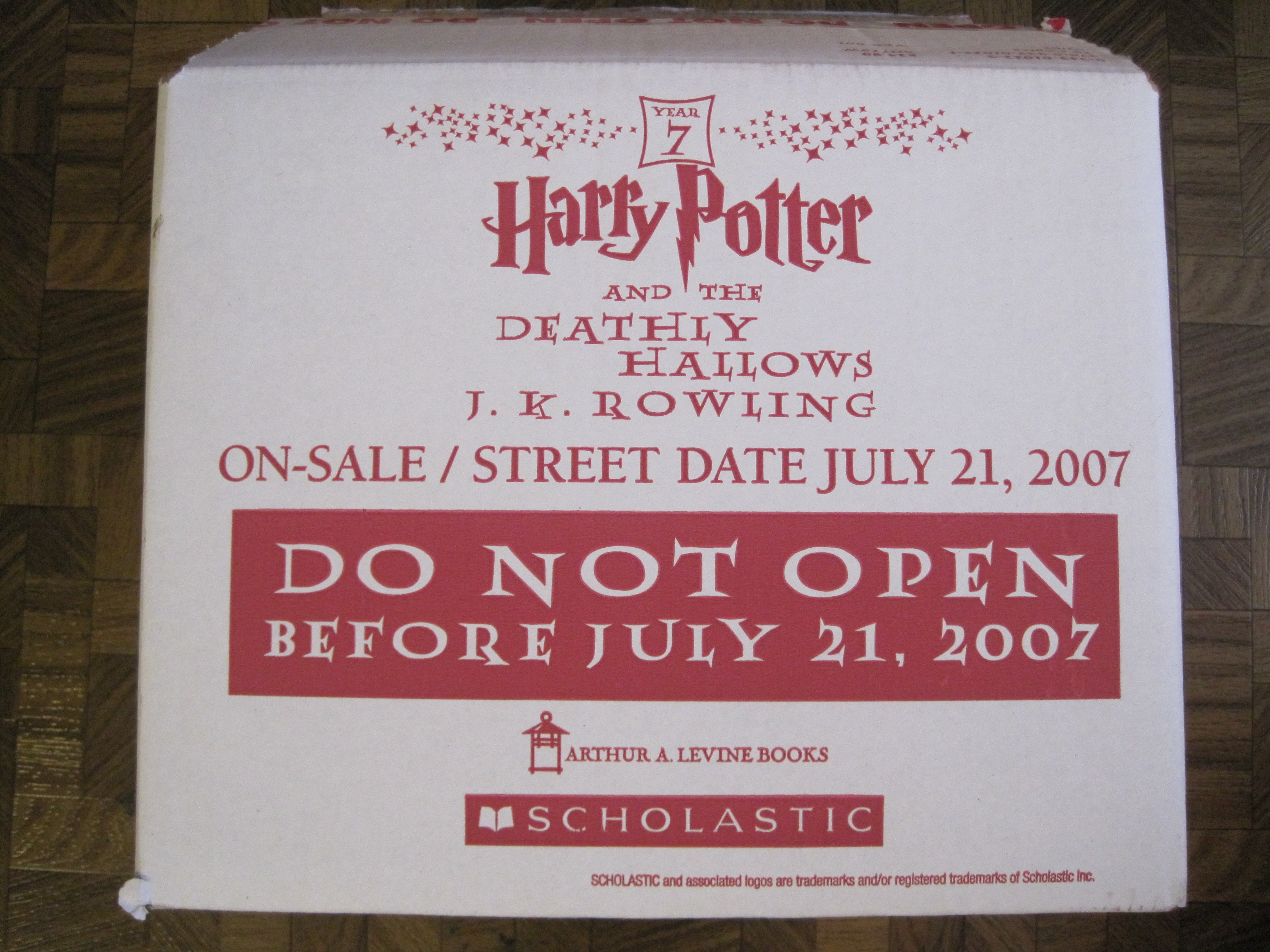
Message de Scholastic apposé sur les cartons de livraison de l'édition américaine de Harry Potter et les Reliques de la Mort, précisant la date précise de leur ouverture.

Rowling et ses éditeurs ont apporté une série d'injonctions légales pour assurer le secret des livres avant leur publication. Ces injonctions ont attiré la critique de militants des libertés civiles sur leurs pouvoirs potentiellement étendus sur les libertés individuelles[réf. nécessaire].
En 2003, en Grande-Bretagne, dans le but de maintenir la confidentialité du cinquième livre de la franchise, Harry Potter et l'Ordre du Phénix — dont la sortie était imminente — Rowling et ses éditeurs ont fait la demande d'une injonction judiciaire sans précédent, et l'ont obtenue à l'encontre de « la/les personnes ayant possession physique d'un exemplaire dudit livre ou tout extrait de celui-ci sans le consentement des requérants »[réf. nécessaire]. La décision obtenue (une injonction visant des personnes non nommées ou inconnues) est une première pour la loi britannique ; auparavant, une injonction ne pouvant être délivrée seulement si elle vise une personne bien nommée. Les avocats du cabinet Winterbotham ont fait remarquer que « le nouveau style d'injonctions Harry Potter pouvait être utilisé si vous vous attendiez à ce qu'un fait probant ou une violation de propriété se produise, mais qui ne s'est pas encore produit, du moment que vous pouviez fournir une description satisfaisante des personnes suspectées pour la Cour qui aura identifié « ceux qui sont impliqués et ceux qui ne le sont pas » ». « L'injonction Potter » sera plus tard utilisée contre un camp de Roms[réf. souhaitée]. En 2006 l'entreprise pharmaceutique GlaxoSmithKline (ou GSK) s'est servi de l'injonction contre des militants anonymes des droits des animaux qui avaient envoyé des lettres de menaces à leurs investisseurs.
La franchise a amené encore plus de controverses en 2005 à l'occasion de la sortie du sixième opus, Harry Potter et le Prince de sang-mêlé, quand un supermarché Real Canadian Superstore (en) a vendu plusieurs exemplaires avant la date de sortie officielle,. L'éditeur canadien, Raincoast Books (en), a obtenu une injonction de la cour suprême de la Colombie-Britannique interdisant les clients de « copier ou divulguer » le livre en leur possession, de le vendre ou de le « lire en public ». Un commentaire d'un avocat spécialisé dans les médias déclarant qu'il n'y a pas de « droit humain à lire » a conduit à un débat au sein de la sphère publique à propos de savoir si un accès libre à l'information est un droit humain ou non,. Michael Geist, le titulaire de la chaire de recherche canadienne sur les lois d'Internet et du E-commerce à l'université d'Ottawa, a répliqué : « La revendication de la loi sur le droit d'auteur est particulièrement déconcertante. Alors que cette loi fournit effectivement aux détenteurs de ce droit d'auteur un large panel de droits d'exclusivité, le droit d'interdire la lecture n'en fait pas partie. En réalité, le droit d'auteur dit très peu de choses à propos de ce que les personnes peuvent faire une fois qu'elles ont acheté un livre »,. Le militant de la liberté d'expression Richard Stallman a publié une déclaration sur son blog appelant à un boycott jusqu'à ce que l'éditeur présente ses excuses. Les avocats Fraser Milner et Casgrain, qui représentaient et avaient formulé juridiquement l'embargo, ont réfuté ses arguments, affirmant que la charte canadienne des droits et libertés s'appliquait uniquement au gouvernement, non à un procès privé, et n'offrait en aucun cas une protection du droit à la lecture, et que les innocents acheteurs du livre Harry Potter, n'avaient pas plus le droit de le lire que s'ils avaient pris possession du journal intime de quelqu'un.
En 2007, la maison d'édition Scholastic menace de poursuites judiciaires deux libraires, Levy Home Entertainment et DeepDiscount.com, pour vendre des exemplaires du dernier tome, Harry Potter et les Reliques de la Mort, avant sa date officielle de sortie du 21 juillet. Dans une déclaration officielle, Scholastic lance un appel « aux fans de Harry Potter ayant acheté leur livre sur DeepDiscount.com et pouvant le recevoir avant la date du 21 juillet leur demandant de garder leur colis fermé jusqu'à minuit le 21 juillet ». Les clients ayant effectivement accepté de ne pas lire le livre avant la date de sortie ont reçu un T-Shirt Harry Potter spécial et un bon de réduction de 50 $ à utiliser sur le site internet de Scholastic.

## Chantage
En juin 2005, Aaron Lambert, garde de sécurité dans un centre de distribution de livre à Corby, dans le comté de Northampton, vole un certain nombre de pages du livre Harry Potter and the Half-Blood Prince six semaines avant sa publication officielle. Il tente de les vendre à un journaliste du The Sun, John Askill, mais après des négociations violentes, il fut arrêté le jour d'après. Lambert a apparemment tiré un coup de feu en se servant d'une imitation du pistolet Walther PPK, mais Askill n'était pas armé. À son procès, en octobre de la même année, Lambert est reconnu coupable de menace à l'égard de Askill et tentative d'extorsion envers la maison d'édition de Harry Potter, Bloomsbury. En janvier 2006, Lambert a été condamné à quatre ans et demi de prison. En novembre 2011, dans un témoignage pour l'Enquête Leveson, Rowling a dit que The Sun avait procédé à un chantage en échange du retour du manuscrit volé.

## Accusation de diffamation

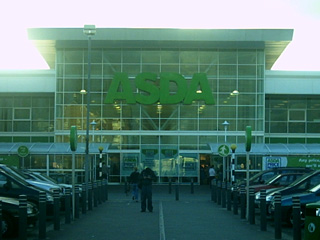
La chaine de supermarchés anglaise Asda publie un communiqué en 2007, accusant Bloomsbury de fixer injustement ses prix pour la vente du dernier livre Harry Potter.

En 2007, un conflit émergea entre l'éditeur anglais de Harry Potter, Bloomsbury, et la chaîne de supermarchés anglaise Asda appartenant à l'entreprise américaine Walmart,. Le 15 juillet, une semaine avant la sortie du dernier livre de la série Harry Potter, Harry Potter et les Reliques de la Mort, Asda publie un communiqué de presse accusant Bloomsbury de fixer injustement ses prix. Peter Pritchard, porte-parole d'Asda, soutient que Bloomsbury « tient les enfants en otage » et que « il semblerait que Bloomsbury ait besoin de faire baisser ses prix (jeu de mots utilisé en anglais : quidditch et quid-ditch, littéralement « livre sterling-fossé ») alors qu'il les a envoyés monter en flèche en Poudlard Express. En plaçant le prix suggéré du produit à ce niveau, cela ne peut être vu [sic] que comme un désir flagrant de leur part de bénéfices excessifs ». Pritchard poursuivit en arguant qu'Asda agissait pour « soutenir le droit des jeunes lecteurs » et que le prix suggéré au détail était « le double de l'argent de poche moyen d'un enfant et de 5£ supérieur à celui d'un bestseller moyen pour enfant ». Asda avait prévu de vendre le livre comme produit d'appel au prix de 8,97 £ (soit 16,30 $ ou 9,99 €) soit la moitié du prix suggéré par Bloomberg de 17,99 £ (soit 33 $ ou 20,25 €) et également inférieur au prix de gros de 9,89 £ (18 $ ou 11,13 €).
Deux jours plus tard, Bloomsbury répond que ces allégations sont « potentiellement calomnieuses » et que :

« La dernière tentative d'Asda d'attirer l'attention sur eux inclut d'essayer de surfer sur le phénomène Harry Potter. Il s'agit là simplement d'un autre exemple de leurs efforts répétés d'apparaître comme Robin des Bois pour faire face à la controverse que subit leur groupe mondial qui suggérerait plutôt une ressemblance au Shérif de Nottingham. Les produits d'appel ont été inventés par les supermarchés et n'ont rien à voir avec Bloomsbury Publishing ou Harry Potter et nous regrettons profondément d'avoir été entraînés dans leurs guerres des prix. »

Bloomsbury affirma que l'augmentation des prix de 1 £ par rapport au tome précédent de Harry Potter était due à l'impression désormais réalisée sur papier recyclé. « Il y a un prix à payer par le consommateur pour les meilleures pratiques environnementales », ajoute une porte-parole de Bloomsbury. Le PDG de Bloomsbury, Nigel Newton, déclare quant à lui : « [Ils ont] lancé une attaque très hypocrite et intéressée à notre encontre. C'est absolument n'importe quoi, et tout ce qu'ils font, c'est essayer de jouer les intéressants comme ils ont pu le faire pour les prix du pain ou de l'aspirine. Ils essaient d'en faire toute une affaire comme si cela leur semblait une croisade morale mais ce n'en est absolument pas une ».
Le jour même de cette déclaration, Bloomsbury annule toutes les commandes d'Asda du roman Harry Potter et les Reliques de la Mort, soit environ 500 000 exemplaires, invoquant des factures impayées par l'entreprise s'élevant à environ 38 000 £ (soit 70 000 $ ou 42 716 € environ) sur des retours sans autorisation du sixième livre Harry Potter. « Les deux affaires n'ont strictement aucun lien » rapporte une porte-parole de Bloomsbury, « Nous ne pouvons risquer d'avoir des arriérés avec qui que ce soit ». Asda réplique en disant que Bloomsbury leur devait 122 000 £ (soit 224 000 $ ou 137 141 € environ) (« pour des mises en pilon et d'autres questions commerciales liées à des livres et le travail que nous avons réalisé pour eux ») et ceci, alors qu'un porte-parole appuie sur le fait que « il semble simplement curieux qu'après que nous ayons dévoilé la flambée des prix de « potty Potter », Bloomsbury utilise tous les moyens à leur disposition pour empêcher les enfants d'obtenir Harry Potter à un prix accessible pour eux ».
Asda paie les factures en quelques heures et affirme que Bloomsbury serait en rupture de contrat si la maison d'édition n'acceptait pas que la chaîne de supermarchés vende les livres. Cependant, Bloomsbury rétorque que le blocage sur les commandes d'Asda est toujours en place puisque « Malheureusement, nous nous devons à présent d'engager une procédure significative de diffamation à leur encontre. Cette affaire va devoir être gérée. S'ils veulent leurs 500 000 livres, il va falloir qu'ils viennent et fassent la paix avec nous... Cela pourrait être une bonne nouvelle pour tous leurs clients déçus, parce qu'ils n'ont pas l'obligation d'aller dans les entrepôts sans âme d'Asda pour aller acheter leur livre et au lieu de cela, ils peuvent partager la magie de Harry Potter chez un indépendant ou une librairie spécialisée ». Dès la lettre juridique de Bloomsbury reçue, Asda répond que « Il n'y a rien de diffamatoire dans notre communiqué de presse. Tout ce qu'il contient est factuel. C'est un commentaire sur la façon dont nous voyons la situation ». Un autre porte-parole d'Asda affirme que « s'ils ne nous fournissent pas les romans, il y aura d'importantes conséquences et une rupture de contrat – mais je ne pense pas qu'ils iront jusque là ». Toutefois, plus tard ce jour-là, Asda publie une déclaration rétractant leur commentaire original : « Nous nous excusons sans réserve auprès de Bloomsbury pour notre communiqué de presse daté du 15 juillet et retirons notre déclaration. Nous avons hâte qu'une bonne relation avec Bloomsbury aille de l'avant, qui puisse inclure la vente du dernier roman Harry Potter dès 00:01 horaire de Londres, le samedi 21 juillet, et de bien d'autres livres Bloomsbury à l'avenir ». En retour, Bloomsbury lève le blocage et Asda est autorisée à vendre ses livres. Le communiqué de presse original sera plus tard effacé.
La logique derrière le communiqué de presse d'Asda demeure incertaine. Neill Denny, commentateur pour le site thebookseller.com, est d'avis que « toute cette affaire porte la trace de relations publiques mal réalisées freinées par des cadres supérieurs d'Asda mal informés en total déphasage avec les subtilités du monde de la vente de livres ». Ralph Baxter, de Publishing News, en convient : « Concernant Asda... cela peut apparaître comme mission accomplie, une stratégie à haut risque pour maximiser la publicité autour de son offre Harry Potter permise par la couverture à la télévision, à la radio, sur Internet, dans les journaux. Et l’association d’Asda et de bas prix s’est sans doute ancrée dans quelques esprits de plus ».

## Source
- (en) Cet article est partiellement ou en totalité issu de l’article de Wikipédia en anglais intitulé « Legal disputes over the Harry Potter series » (voir la liste des auteurs).